# Gabriel Popescu
Gabriel Popescu (Craiova, 25 dicembre 1973) è un ex calciatore rumeno, di ruolo centrocampista.
Ha vestito le maglie di Electroputere Craiova, Universitatea Craiova, Salamanca, Valencia, Numancia, Dinamo Bucarest, Naţional Bucarest, Bluewings e con i JEF United.
È stato uno degli elementi chiave della nazionale romena nella seconda metà degli anni novanta.

## Carriera

### Club
Ha iniziato la sua carriera con la società rumena dell'Universitatea Craiova, prima di trasferirsi in Spagna dove ha giocato con tre diversi club: Salamanca, Valencia e Numancia.
Tornato in Romania, viene ingaggiato dalla Dinamo Bucarest dove viene subito ceduto in prestito all'Universitatea Craiova fino alla fine del campionato. L'anno seguente viene acquistato dai rivali della Dinamo Bucarest, ovvero il National Bucureşti, dove colleziona 47 presenze e 5 reti. Nella stagione 2002-2003 viene ingaggiato dai sudcoreani del Suwon Samsung Bluewings nel giugno 2002, in un doppio affare che ha visto coinvolto anche il bosniaco Slaviša Mitrovic.
Durante la sua prima stagione segna 6 volte in 24 presenze. Dopo aver fatto ritorno nell'estate 2004 ai National Bucarest, nel gennaio 2005 decide di andare a giocare in Giappone ai JEF United Ichihara Chiba.
Si ritira alla fine del campionato 2004-2005 all'età di 32 anni dopo aver collezionato 346 presenze in carriera e 41 gol.

### Nazionale
Popescu ha rappresentato la Nazionale rumena 14 volte e ha segnato un gol. Con essa ha partecipato al Mondiale di Francia nel 1998 dove ha collezionato 4 presenze.

## Palmarès

### Club

#### Competizioni nazionali
- Coppa di Spagna: 1

Valencia: 1998-1999
- Campionato rumeno: 1

Dinamo Bucarest: 1999–00
- Campionato sudcoreano: 1

Suwon Bluewings: 2004
- Coppa della Corea del Sud: 1

Suwon Bluewings: 2002
- Coppa Yamazaki Nabisco: 1

JEF United: 2005

#### Competizioni internazionali
- Supercoppa d'Asia: 1

Suwon Bluewings: 2002
- Coppa Intertoto UEFA: 1

Valencia: 1998